# Aphelia aglossana
Aphelia aglossana är en fjärilsart som beskrevs av Julius Thomas von Kennel 1899. Aphelia aglossana ingår i släktet Aphelia och familjen vecklare. Inga underarter finns listade i Catalogue of Life.